# San Juan de Aznalfarache
San Juan de Aznalfarache és una localitat de la província de Sevilla, Andalusia, Espanya. L'any 2005 tenia 20.170 habitants. La seva extensió superficial és de 4 km² i té una densitat de 5.042,5 hab/km². Les seves coordenades geogràfiques són 37° 22′ N, 6° 01′ O. Està situada a una altitud de 49 metres i a 4 kilòmetres de la capital de la província, Sevilla.

## Demografia
| 1996   | 1998   | 1999   | 2000   | 2001   | 2002   | 2003   | 2004   | 2005   | 2006   | 2007   |
| ------ | ------ | ------ | ------ | ------ | ------ | ------ | ------ | ------ | ------ | ------ |
| 21.484 | 20.563 | 20.563 | 20.187 | 20.049 | 20.073 | 20.001 | 20.001 | 20.170 | 20.121 | 19.943 |